# Codonopsis rosulata
Codonopsis rosulata là loài thực vật có hoa trong họ Hoa chuông. Loài này được W.W.Sm. mô tả khoa học đầu tiên năm 1921.